# 角田光男 (児童文学作家)
角田 光男（かくた みつお、1924年4月11日 - ）は、日本の児童文学作家。

## 来歴・人物
新潟県新津市（現：新潟市秋葉区）出身。高等小学校卒。独学で小学校教員となり、1964年上京、文筆生活にはいる。1972年地すべりの町に生きる人々を描いた『よみがえれ大地』（で注目される。

## 著書
- 『日本海漂流隊』（大石哲路絵、幼年童話会） 1960
- 『あおいめすすめあかいめとまれ』（野々口重画、教育画劇） 1964
- 『おくちのわるもの』（江守賢治校閲、水沢研画、教育画劇） 1965
- 『まるはなてんぐとながはなてんぐ』（田島征三絵、実業之日本社） 1966、のち福田庄助絵で偕成社文庫
- 『やぶれだいこ鬼だいこ』（田島征三絵、実業之日本社） 1969、のち福田庄助絵で偕成社文庫
- 『戦場と日本の武士』（斉藤博之絵、千代田書房、子どものための文化財ものがたり） 1970
- 『森の子村の子キツネの子』（小坂しげる画、大日本図書） 1970
- 『三人のちびっこ百姓』（水沢研絵、毎日新聞社） 1971
- 『ノーベル』（潮出版社、ポケット偉人伝） 1971
- 『ゆめを買ったひと』（池田仙三郎絵、さ・え・ら書房、民話の絵本） 1971
- 『つむじまがりへそまがり』（井口文秀絵、国土社） 1972
- 『友よまたいつの日に』（飯野紀雄絵、新日本出版） 1972
- 『にのみやきんじろう（二宮尊徳）』（田代三善絵、小峰書店、幼年伝記ものがたり） 1972
- 『よみがえれ大地』（北島新平絵、偕成社） 1972
- 『怪獣の出る村』（北島新平画、金の星社） 1973
- 『のぐちひでよ（野口英世）』（新井五郎絵、日本書房、二十世紀幼年文庫　1973
- 『がんばれあわしままる』（市川禎男絵、金の星社） 1974
- 『太郎カラスの城』（北島新平画、金の星社） 1974
- 『いななけ春風号』（かみやしん絵、ポプラ社） 1975
- 『オッチョとチョコと赤いくつ』（箕田源二郎絵、小峰書店） 1976
- 『ひびけおにだいこ』（藤島生子絵、国土社） 1976
- 『ごろちゃんありとまほう アリとチョウのたすけあい』（清水耕蔵画、小学館） 1977
- 『豊田佐吉』（中山正美絵、主婦の友社、少年少女世界伝記全集 ） 1977
- 『走れぼくらの自転車』（山本まつ子絵、小峰書店） 1978
- 『ぼっちと千太と太郎鬼』（斎藤博之絵、偕成社） 1978
- 『浅間火の山鬼の山』（小林与志絵、小峰書店） 1979
- 『ねこがかいたえほん』（和歌山静子絵、大日本図書） 1979
- 『ゆきこんこんや』（伊藤展安絵、太平出版社） 1979
- 『雪の花のひらく音』（太田大八絵、大日本図書） 1979
- 『雪ん子の花よめさん』（こさかしげる絵、国土社） 1980
- 『放送部ただいま戦国時代』（林夏介絵、偕成社） 1981
- 『ぼく、ウシになりたい』（高畠純絵、太平出版社） 1981
- 『ぼくは落っこち新聞記者』（西村郁雄絵、PHP研究所） 1981
- 『アッコ先生の宿題』（林夏介絵、学校図書） 1983
- 『北風にうたおう』（石倉欣二画、小学館） 1983
- 『良寛』（伊勢田邦貴絵、小学館、世界の伝記 国際カラー版） 1983
- 『ブルの純ちゃん1等賞』（水沢研絵、小峰書店） 1984
- 『大そうどうねこの家出事件』（水沢研絵、国土社） 1985
- 『勉強のしかた大研究』（林夏介絵、偕成社） 1985
- 『おかし屋けんちゃん1等賞』（水沢研絵、小峰書店） 1986
- 『オール5にちょう戦』（林夏介絵、偕成社） 1986
- 『おしゃべりな天使たちの教室』（小林和子絵、ひさかたチャイルド） 1987
- 『すてごサウルス歩きだす』（水沢研絵 小峰書店） 1987
- 『つむじまがりへそまがり』（井口文秀, 藤島生子絵、国土社、てのり文庫） 1988
- 『雪の花前線』（津田櫓冬画、大日本図書） 1989
- 『織田信長』（狩野富貴子絵、ひくまの出版、新しい日本の伝記） 1991
- 『花かげの人びと』（こさかしげる絵、小峰書店） 1991
- 『野の花ベロニカ』（こさかしげる絵、小峰書店） 1995
- 『ハナミズキへのまわり道』（中釜浩一郎絵、文渓堂） 1995
- 『ぼくのお母さん勉強中』（近藤理恵絵、国土社） 1997
- 『紅花ものがたり』（小坂茂絵、小峰書店） 2000

### 共著編
- 『山のたぬきの一けんや』（江守賢治校閲、久保喬原作、脚色、石川雅也画、教育画劇） 1965
- 『日本のなぞなぞ話』（編著、水沢研絵、偕成社、少年少女類別民話と伝説） 1971
- 『キヨカの水曜日』（浜野卓也共編、文研出版、現代のぐうわ） 1974
- 『日本の信仰秘話』（編、三省堂らいぶらりい、世界と日本の不思議探検）　1978
- 『燃える水物語 連作版画』（高橋晃原作、内郷小学校版画、西村書店） 1985

### 再話
- 『トムじいやのこや』（ストウ夫人、村岡登絵、世界出版社） 1967
- 『ロビン・フッドの冒険』（大デュマ原作、ピッカ絵、坂斉新治訳、角田文、小学館、少年少女世界文学全集 国際版） 1977
- 『ピーター・パン』（J・バリー原作、小学館、少年少女世界童話全集 国際版） 1979